# أليخاندرو دوران تريجو
أليخاندرو دوران تريجو (بالإسبانية: Alejandro Durán Trejo)‏ هو لاعب كرة قدم مكسيكي، ولد في 1993. لعب مع نادي تشياباس.

## وصلات خارجية
- أليخاندرو دوران تريجو على موقع قاعدة بيانات كرة القدم.إي يو (الإنجليزية)
- أليخاندرو دوران تريجو على موقع Soccerway.com (الإنجليزية)
- أليخاندرو دوران تريجو على موقع AS.com (الإسبانية)